# Moritz Lazarus
Moritz Lazarus (n. 15 septembrie 1824, Wieleń, voievodatul Polonia Mare, Polonia – d. 13 aprilie 1903, Merano, Trentino-Tirolul de Sud, Italia) a fost un filozof și un psiholog evreu german, unul din conducătorii comunității evreiești reformate din Germania, inițiatorul psihologiei comparative, președintele Alianței Israelite Universale de la Berlin, unul dintre inițiatorii și conducătorii Seminarului rabinic reformat din Berlin și un luptător împotriva antisemitismului.
Lazarus a fost proclamat doctor în filozofie la vârsta de 25 ani; la 30 de ani a primit titlul de doctor în drept al Universității din Berna. Un seminar rabinic din Statele Unite ale Americii i-a acordat titlul de doctor în teologie, iar Academia din Sankt Petersburg l-a primit ca membru corespondent. Guvernului german i-a folosit drept consilier.
Primul șef rabin al evreilor din România, Iacob Ițhak Niemirower, a fost un elev al lui și un discipol al filozofiei lui.

## Legături externe
- Articol despre Moritz Lazarus în Jewish Encyclopedia